# Давід Альбельда
Давід Альбельда (ісп. David Albelda, нар. 1 вересня 1977, Ла-Побла-Льярга) — іспанський футболіст, що грав на позиціях захисника та півзахисника.
Насамперед відомий виступами за «Валенсію», в якій провів понад десять років і був її капітаном, а також національну збірну Іспанії.

## Клубна кар'єра
Народився 1 вересня 1977 року в місті Ла-Побла-Льярга. Вихованець футбольної школи клубу «Алзіра».
У дорослому футболі дебютував 1995 року виступами за дублюючу команду «Валенсії», в якій провів один сезон, взявши участь у 31 матчі чемпіонату.
1996 року Давід був переведений до основної команди «Валенсії», проте не зміг виграти конкуренцію за місце в основі, тому у сезонах 1996–97 та 1998–99 виступав на правах оренди за «Вільярреал». Більшість часу, проведеного у складі «Вільярреала», був основним гравцем команди.
З сезону 1999–00 є основним гравцем кажанів. А у 2001 році, після того як команду залишив Гаїска Мендьєта, Давід отримав капітанську пов'язку, яку носив до кінця 2007 року.
Відіграв за «кажанів» 351 матч в національному чемпіонаті, ставши легендою клубу. У червні 2013 року було оголошено, що контракт Давіда з валенсійським клубом не буде продовжено, а в серпні того ж року 35-річний футболіст прійняв рішення завершити професійну кар'єру.

## Виступи за збірні
Протягом 1997–2000 років залучався до складу молодіжної збірної Іспанії, разом з якою брав участь у молодіжному Євро-2000, на якому здобув бронзові нагороди. На молодіжному рівні зіграв у 17 офіційних матчах, забив 2 голи.
2000 року у складі олімпійської збірної U-23 брав участь у футбольному турнірі на Літніх Олімпійських іграх 2000 року, на якому іспанці вибороли срібні олімпійські нагороди.
5 вересня 2001 року дебютував в офіційних матчах у складі національної збірної Іспанії в грі проти збірної Ліхтенштейну.
У складі збірної був учасником чемпіонату світу 2002 року в Японії і Південній Кореї, чемпіонату Європи 2004 року у Португалії і чемпіонату світу 2006 року у Німеччині.
Всього за вісім років провів у формі головної команди країни 51 матч.

## Статистика

### Клубна
| Чемпіонат | Чемпіонат    | Чемпіонат          | Ліга | Ліга | Кубок         | Кубок         | Континент. змаг. | Континент. змаг. | Всього | Всього |
| Сезон     | Клуб         | Ліга               | Ігри | Голи | Ігри          | Голи          | Ігри             | Голи             | Ігри   | Голи   |
| Іспанія   | Іспанія      | Іспанія            | Ліга | Ліга | Кубок Іспанії | Кубок Іспанії | Європа           | Європа           | Всього | Всього |
| --------- | ------------ | ------------------ | ---- | ---- | ------------- | ------------- | ---------------- | ---------------- | ------ | ------ |
| 1995/96   | «Валенсія В» | Сегунда Дивізіон В | 31   | 4    | -             | -             | -                | -                | 31     | 4      |
| 1996/97   | «Вільярреал» | Сегунда Дивізіон   | 34   | 0    | 5             | 0             | -                | -                | 39     | 0      |
| 1997/98   | «Валенсія»   | Ла Ліга            | 5    | 0    | 0             | 0             | -                | -                | 5      | 0      |
| 1998/99   | «Вільярреал» | Ла Ліга            | 35   | 2    | 4             | 0             | -                | -                | 35     | 2      |
| 1999/00   | «Валенсія»   | Ла Ліга            | 20   | 0    | 1             | 0             | 11               | 0                | 32     | 0      |
| 2000/01   | «Валенсія»   | Ла Ліга            | 21   | 0    | 0             | 0             | 13               | 0                | 34     | 0      |
| 2001/02   | «Валенсія»   | Ла Ліга            | 32   | 2    | 0             | 0             | 7                | 1                | 39     | 3      |
| 2002/03   | «Валенсія»   | Ла Ліга            | 26   | 0    | 0             | 0             | 11               | 0                | 37     | 0      |
| 2003/04   | «Валенсія»   | Ла Ліга            | 33   | 1    | 3             | 0             | 8                | 1                | 44     | 2      |
| 2004/05   | «Валенсія»   | Ла Ліга            | 28   | 0    | 1             | 0             | 6                | 0                | 35     | 0      |
| 2005/06   | «Валенсія»   | Ла Ліга            | 32   | 2    | 3             | 0             | -                | -                | 35     | 2      |
| 2006/07   | «Валенсія»   | Ла Ліга            | 25   | 0    | 2             | 0             | 7                | 0                | 34     | 0      |
| 2007/08   | «Валенсія»   | Ла Ліга            | 15   | 0    | 0             | 0             | 6                | 0                | 21     | 0      |
| 2008/09   | «Валенсія»   | Ла Ліга            | 30   | 0    | 3             | 0             | 5                | 0                | 38     | 0      |
| 2009/10   | «Валенсія»   | Ла Ліга            | 28   | 1    | 1             | 0             | 6                | 0                | 35     | 1      |
| 2010/11   | «Валенсія»   | Ла Ліга            | 16   | 0    | 2             | 0             | 4                | 0                | 22     | 0      |
| 2011/12   | «Валенсія»   | Ла Ліга            | 21   | 0    | 7             | 0             | 3                | 0                | 31     | 0      |
| Всього    | Всього       | Всього             | 355  | 6    | 16            | 0             | 86               | 2                | 411    | 8      |

### Збірна
| Збірна Іспанії | Збірна Іспанії | Збірна Іспанії |
| Роки           | Ігри           | Голи           |
| -------------- | -------------- | -------------- |
| 2001           | 1              | 0              |
| 2002           | 5              | 0              |
| 2003           | 6              | 0              |
| 2004           | 11             | 0              |
| 2005           | 7              | 0              |
| 2006           | 10             | 0              |
| 2007           | 10             | 0              |
| 2008           | 1              | 0              |
| Всього         | 51             | 0              |

## Титули і досягнення
- Чемпіон Іспанії (2):

«Валенсія»: 2001–02, 2003–04
- Володар Кубка Іспанії (1):

«Валенсія»: 2007–08
- Володар Суперкубка Іспанії (1):

«Валенсія»: 1999
- Володар Кубка УЄФА (1):

«Валенсія»: 2003–04
- Володар Суперкубка УЄФА (1):

«Валенсія»: 2004
- Срібний олімпійський призер: 2000